# Pucaranra
Il Pucaranra (6.147 m) (quechua Pukaranra) è una montagna della Cordillera Blanca, in Perù, nel dipartimento di Ancash.

## Aspetto fisico
La montagna fa parte del massiccio montuoso chiamato Macizo del Chinchey, che occupa la parte centro-meridionale della Cordillera Blanca. Il Pucaranra si presenta come una massiccia piramide di roccia e ghiaccio.

## Origine del nome
Il nome deriva dalle parole quechua puka (rosso) e ranra (montagna rocciosa). Il nome della montagna significa dunque “montagna rossa”.

## Alpinismo
I primi a raggiungere la cima del Pucaranra sono stati gli svizzeri Bernard Lauterburg, Frédy Marmillod, Rüdi Schmid e Fritz Sigrist il 5 luglio 1948, salendo attraverso la cresta sud-est dalla Laguna Cuchillacocha.
Una notevole impresa alpinistica su questa montagna la compì nel 1977 Nicolas Jaeger, salendo in solitaria dalla Laguna Palcacocha e aprendo una nuova difficile vie sulla cresta nord-ovest del Pucaranra, per poi, raggiunta la cima, concatenare in un secondo giorno la salita al vicino Palcaraju per un'altra via nuova lungo la cresta sud-est di quest'ultimo.